# Encalypta laevigata
Encalypta laevigata är en bladmossart som beskrevs av Bruch in Hochst. 1826. Encalypta laevigata ingår i släktet klockmossor, och familjen Encalyptaceae. Inga underarter finns listade i Catalogue of Life.